# Torre Ta' Lippija

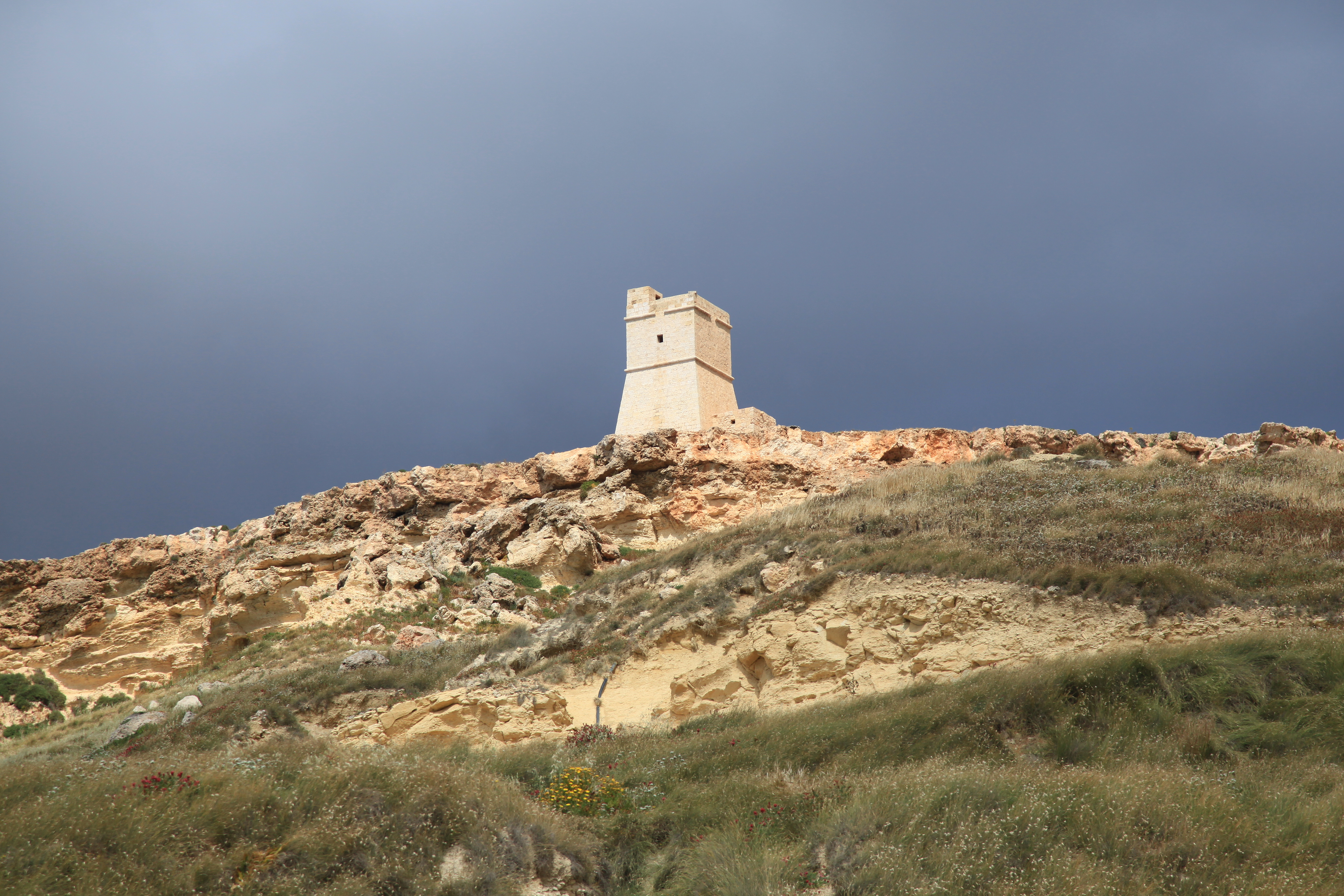
Torre Ta' Lippija

La Torre Ta' Lippija és una torre defensiva de l'illa de Malta, construïda pels cavallers de l'Orde de Sant Joan de Jerusalem el 1637. Es tracta d'una de les cinc Torres Lascaris, que deuen el seu nom al Gran Mestre Jean de Lascaris-Castellar. Està situada a uns 100 m sobre el nivell del mar, en el terme de Mġarr.